# San Pedro Tapanatepec
San Pedro Tapanatepec è un comune del Messico, situato nello stato di Oaxaca.